# Championnat de France féminin de handball 1998-1999
Navigation
Saison 1997-1998 Saison 1999-2000
Le championnat de France féminin de handball 1998-1999 est la quarante-huitième édition de cette compétition. Le championnat de Division 1 est le plus haut niveau du championnat de France de ce sport. Dix clubs participent à la compétition. 
À la fin de la saison, l'ASPTT Metz est désigné champion de France, pour la huitième fois de son histoire, devant l'ES Besançon, tenante du titre. 
En bas du classement, le Stade béthunois BL après être parvenu à se maintenir en barrages les deux années précédentes face à Conches puis Toulon est cette fois relégué après avoir été battu en barrages par le Toulouse 31 HB. Marqué par les départs en cours de route de Rachida Drii et de son entraîneur Jean-Paul Martinet, le Sun A.L. Bouillargues quitte également l'élite après y avoir passé neuf saisons consécutives. Enfin , la grosse surprise de la saison est venue de l'ASUL Vaulx-en-Velin, relégué après quarante ans de présence en D1. Rapidement privée de Sonia Parent, Isabelle Alexandre, Catherine Pibarot, Barbara Laverroux, sans parler des galères qu'a également connues Anne Loaec, le club du grand Lyon n'a pu refaire le retard accumulé lors de la première partie de saison.

## Clubs participants
Les dix clubs participants à l'édition 1998-1999 sont les suivants :
- ES Besançon (tenant du titre)
- Stade béthunois BL
- AS Bondy (promu)
- Sun A.L. Bouillargues
- Cercle Dijon Bourgogne (promu)
- Stade français Issy-les-Moulineaux
- ASPTT Metz
- US Mios
- HBC Nîmes
- ASUL Vaulx-en-Velin

Les deux premiers sont qualifiés pour les play-offs. Le club classé 8e joue un match de barrage face au 3e de D2. Les clubs classés 9e et 10e sont relégués.

## Résultats

### Phase régulière
Metz et Besançon sont qualifiés pour les play-offs avec un bilan respectivement de 17 victoires et 1 défaite et de 16 victoires, 1 match nul et 1 défaite en 18 matchs.

### Phase finale
Metz remporte les deux premiers matchs face à Besançon et est déclaré champion de France.
Le Stade béthunois BL est lui battu en barrages par le Toulouse 31 HB et est relégué.

## Effectif du champion de France
L'effectif de l'ASPTT Metz, champion de France, était :
Gardiennes de but
- Lenka Černá
- Valérie Bonoris
- Émilie Gras
- Irina Popova[5]

Joueuses de champ
- Agnès Chavrelle
- Leila Duchemann
- Nathalie Griebelbauer
- Anamaria Grozav-Stecz[réf. souhaitée]
- Marina Grubin
- Delphine Guehl
- Stéphanie Ludwig
- Mélanie Muller
- Nodjialem Myaro
- Nathalie Selambarom
- Melinda Szabo
- Estelle Vogein
- Isabelle Wendling

Entraîneur
- Bertrand François

## Bilan
| Rang | Club                               | Commentaire                                                                                                   |
| ---- | ---------------------------------- | --- |
| 1er  | ASPTT Metz                         | Champion de France et qualifié en Ligue des champions (C1)                                                    |
| 2e   | ES Besançon                        | Tenant du titre, qualifié en Coupe de l'EHF (C3)                                                              |
| 3e   | HBC Nîmes                          | Qualifié en Coupe des coupes (C2) en tant que finaliste de la Coupe de France                                 |
| 4e   | Cercle Dijon Bourgogne             | Promu en début de saison, qualifié en Coupe des Villes (C4)                                                   |
| 5e   | Stade français Issy-les-Moulineaux | Le club sera renommé Issy-les-Moulineaux Handball à partir de la saison suivante                              |
| 6e   | AS Bondy                           | Promu en début de saison                                                                                      |
| 7e   | US Mios                            | devance Béthune à la différence de buts particulière grâce à une courte victoire lors de la dernière journée. |
| 8e   | Stade béthunois BL                 | Battu en barrages par le Toulouse 31 HB                                                                       |
| 9e   | Sun A.L. Bouillargues              | Relégué après 9 saisons en Division 1                                                                         |
| 10e  | ASUL Vaulx-en-Velin                | Relégué après 40 ans sans interruption en Division 1                                                          |